# Nationaal park Prespa (Albanië)
Het nationaal park Prespa (Albanees: Parku Kombëtar i Prespës) is een van de vier nationale parken rond het Prespameer en beslaat het zuidwestelijke, Albanese gedeelte van dit meer.
Tot het park behoort onder meer het onbewoonde eiland Maligrad, waarop zich een 14e-eeuwse Byzantijnse rotskerk bevindt.
Het park maakt sinds 2000 samen met drie nationale parken in de buurlanden (Prespa in Griekenland en Pelister en Galičica in Noord-Macedonië) deel uit van een trilateraal grensoverschrijdend Prespapark.